# P&O Cruises Australia
P&O Cruises Australia  — австралійсько-британська круїзна компанія зі штаб-квартирою в Сіднеї, що надає послуги з організації та обслуговування морських круїзів. Входить до структури «Carnival Corporation & plc».
Компанія заснована 2001 року як регіональна філія британської «P&O Cruises». Разом з материнською компанією ввійшла до структури «Carnival Corporation & plc».

## Флот

### Судна на службі
| Судно            | Побудовано | Верф        | На службі | Водотоннажність | Країна прапора  | Примітки                    | Зображення |
| ---------------- | ---------- | ----------- | --------- | --------------- | --------------- | --------------------------- | ---------- |
| Pacific Dawn     | 1991       | Fincantieri | з 2007    | 70,285          | Велика Британія | Раніше як «Regal Princess». |            |
| Pacific Aria     | 1994       | Fincantieri | з 2015    | 55,451          | Велика Британія | Раніше як «Ryndam»          |            |
| Pacific Explorer | 1997       | Fincantieri | з 2017    | 77,499          | Велика Британія | Раніше як «Dawn Princess»   |            |

### Майбутні судна
| Судно             | Побудовано | Верф        | На службі (план) | Водотоннажність | Країна прапора     | Примітки                                              | Зображення |
| ----------------- | ---------- | ----------- | ---------------- | --------------- | ------------------ | ----------------------------------------------------- | ---------- |
| Pacific Adventure | 2001       | Fincantieri | з 2020           | 108,865         | Велика Британія    | Зараз як «Golden Princess» у флоті «Princess Cruises» |            |
| Без імені         | 2002       | Fincantieri | з 2021           | 108,977         | Бермудські Острови | Зараз як «Star Princess» у флоті «Princess Cruises»   |            |

### Колишні судна
| Судно            | Побудовано | Верф                      | На службі | Водотоннажність | Країна прапора  | Примітки | Зображення |
| ---------------- | ---------- | ------------------------- | --------- | --------------- | --------------- | --- | ---------- |
| Pacific Sky      | 1984       | La Seyne-Sur Mer          | 2000–2006 | 46,087          | Велика Британія | Раніше як «FairSky», «Sky Princess», «Pacific Sky», «Sky Wonder» та «Atlantic Star». Списане у 2013.                          |            |
| Pacific Sun      | 1986       | Kockums Varv              | 2004–2012 | 47,262          | Мальта          | Раніше як «Jubilee», «Pacific Sun» та «Henna». Списане у 2017.                                                                |            |
| Pacific Star     | 1982       | Aalborg Shipyard          | 2005–2008 | 35,109          | Велика Британія | Раніше як «Tropicale», «Costa Tropicale», «Pacific Star», «Ocean Dream». Переданий «Peace Boat» як «Ocean Dream».             |            |
| MV Pacific Pearl | 1989       | Chantiers de l'Atlantique | 2010–2017 | 63,500          | Велика Британія | Раніше як «Star Princess», «Arcadia», «Ocean Village» та «Pacific Pearl». Переданий «Cruise & Maritime Voyages» як «Columbus» |            |
| Pacific Jewel    | 1990       | Fincantieri               | 2009-2019 | 69,845          | Велика Британія | Раніше як «Crown Princess», «A'Rosa Blu», «AIDAblu» та «Ocean Village Two». Переданий «Jalesh Cruises» як «Karnika»           |            |
| Pacific Eden     | 1992       | Fincantieri               | 2015-2019 | 55,819          | Велика Британія | Раніше «Statendam». Переданий Cruise & Maritime Voyages як «Vasco da Gama».                                                   |            |